# One Mile Creek Waterfall
Der One Mile Creek Waterfall ist ein Wasserfall oberhalb des Stadtzentrums von Queenstown in der  Region Otago auf der Südinsel Neuseelands. Er liegt im Lauf des One Mile Creek, der unweit hinter dem Wasserfall in südlicher Fließrichtung in den Lake Wakatipu mündet. Seine Fallhöhe beträgt rund 12 Meter.
Vom Besucherparkplatz am Ufer des Lake Wakatipu in Richtung Glenorchy führt der One Mile Creek Walk in etwa 20 Minuten zum Wasserfall.